# Горшков, Захар Ефимович
Заха́р Ефи́мович Горшко́в (19 октября 1910, Титово, Чембарский уезд, Пензенская губерния — 11 января 2000, Йошкар-Ола) — советский хозяйственный и партийный деятель. Председатель колхоза имени Чапаева Медведевского района Марийской АССР (1958—1973). Кавалер ордена Ленина (1971). Член ВКП(б) с 1931 года. Депутат Верховного Совета Марийской АССР 6—7 созыва (1963—1971).

## Биография
Родился 19 октября 1910 года в посёлке Титово ныне Пачелмского района Пензенской области в семье путевого сторожа. 
В 1929 году окончил 4 класса сельской школы, в 1937 году —сельскохозяйственную школу в Самаре.
В 1931 году принят в ВКП(б). Был партийным работником в Тамбовской и Пензенской областях. 
После окончания Ленинских курсов в Москве в 1945 году направлен в Марийскую АССР: второй секретарь Ронгинского райкома ВКП(б).
В 1953 году окончил Горьковскую областную партийную школу. В 1953—1958 годах — секретарь Куженерского райкома КПСС.
Вошёл в число «тридцатипятитысячников»: в 1958—1973 годах — председатель объединённого колхоза имени Чапаева Медведевского района Марийской АССР (село Нурма). При нём хозяйство стало одним из передовых в Марийской республике. 
В 1963—1971 годах избирался депутатом Верховного Совета Марийской АССР 6—7 созыва. 
За вклад в развитие народного хозяйства награждён орденами Ленина, «Знак Почёта» и медалями. 
Скончался 11 января 2000 года в г. Йошкар-Оле.

## Награды
- Орден Ленина (1971)[1]
- Орден «Знак Почёта» (1965)[1]
- Медаль «За доблестный труд. В ознаменование 100-летия со дня рождения Владимира Ильича Ленина» (1970)[1]